# Трес-Мартірес
Трес-Мартірес (таг.: Lungsod ng Trece Martires) — місто в провінції Кавіте на Філіппінах. Трес-Мартірес було столицею провінції поки цей статус не перейшов до міста Імус. Проте більшість провінційних адміністративних установ залишилися в місті.
Місто було назване на честь тринадцяти мучеників, які були визнані винними у заколоті та страчені іспанським колоніальним урядом в 1896 році під час філіппінської революції.
Згідно з переписом 2015 року населення міста складало 155 713 осіб.
Місто розташоване за 50 км від столиці Філіппін — Маніли.